# Аллюдія
Аллюдія (Alluaudia) — рід сукулентних рослин родини дідієрієвих (Didiereaceae).

## Назва

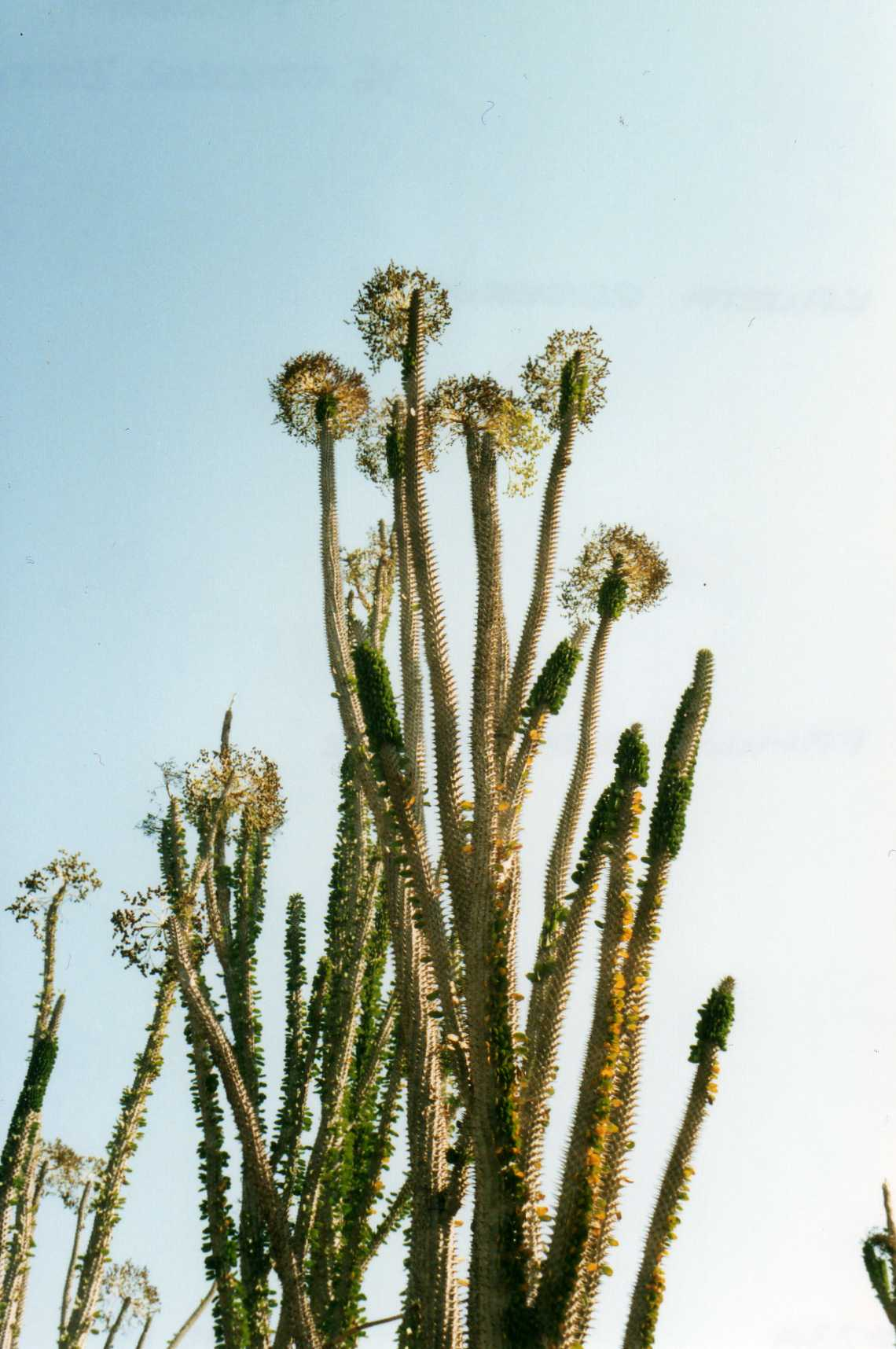
Цвітіння аллюдії

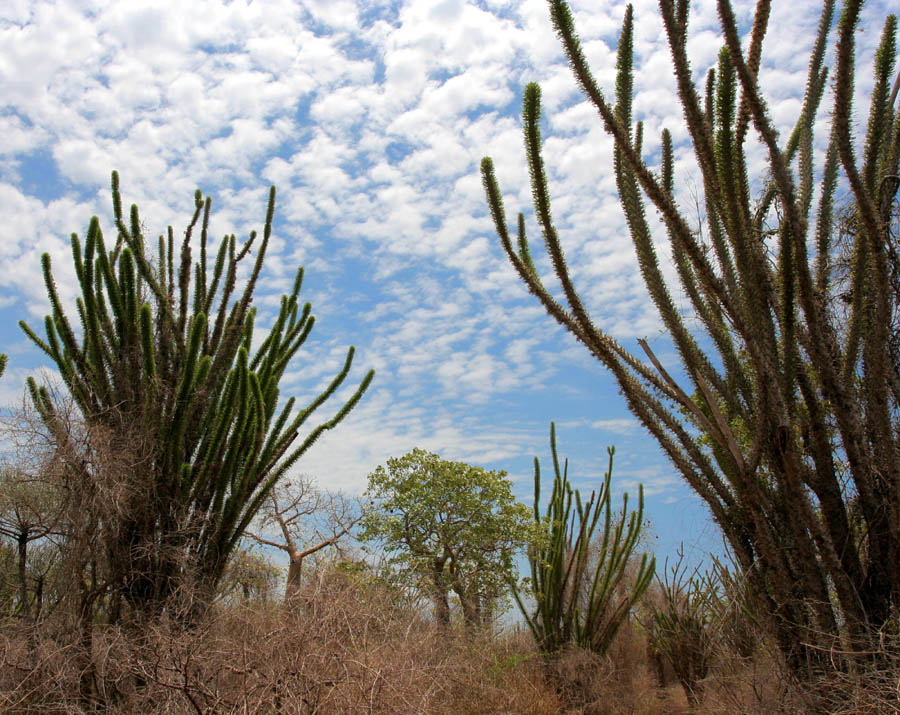
Alluaudia procera в мадагаскарському колючому лісі Іфаті

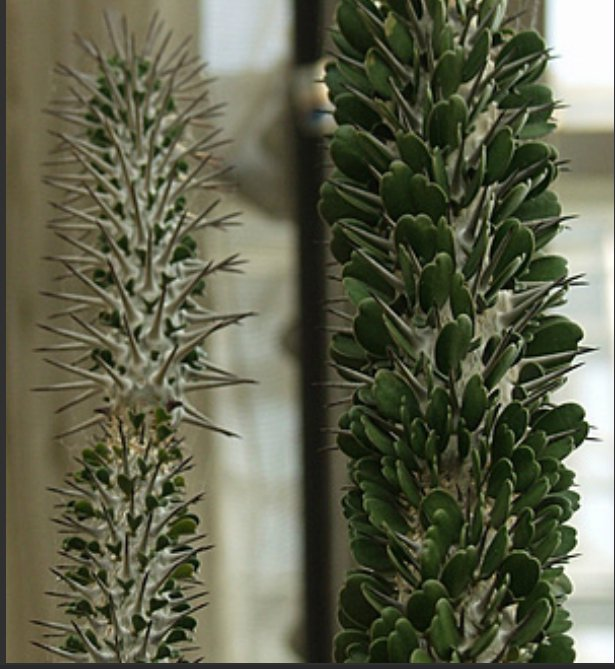
Alluandia montagnacii

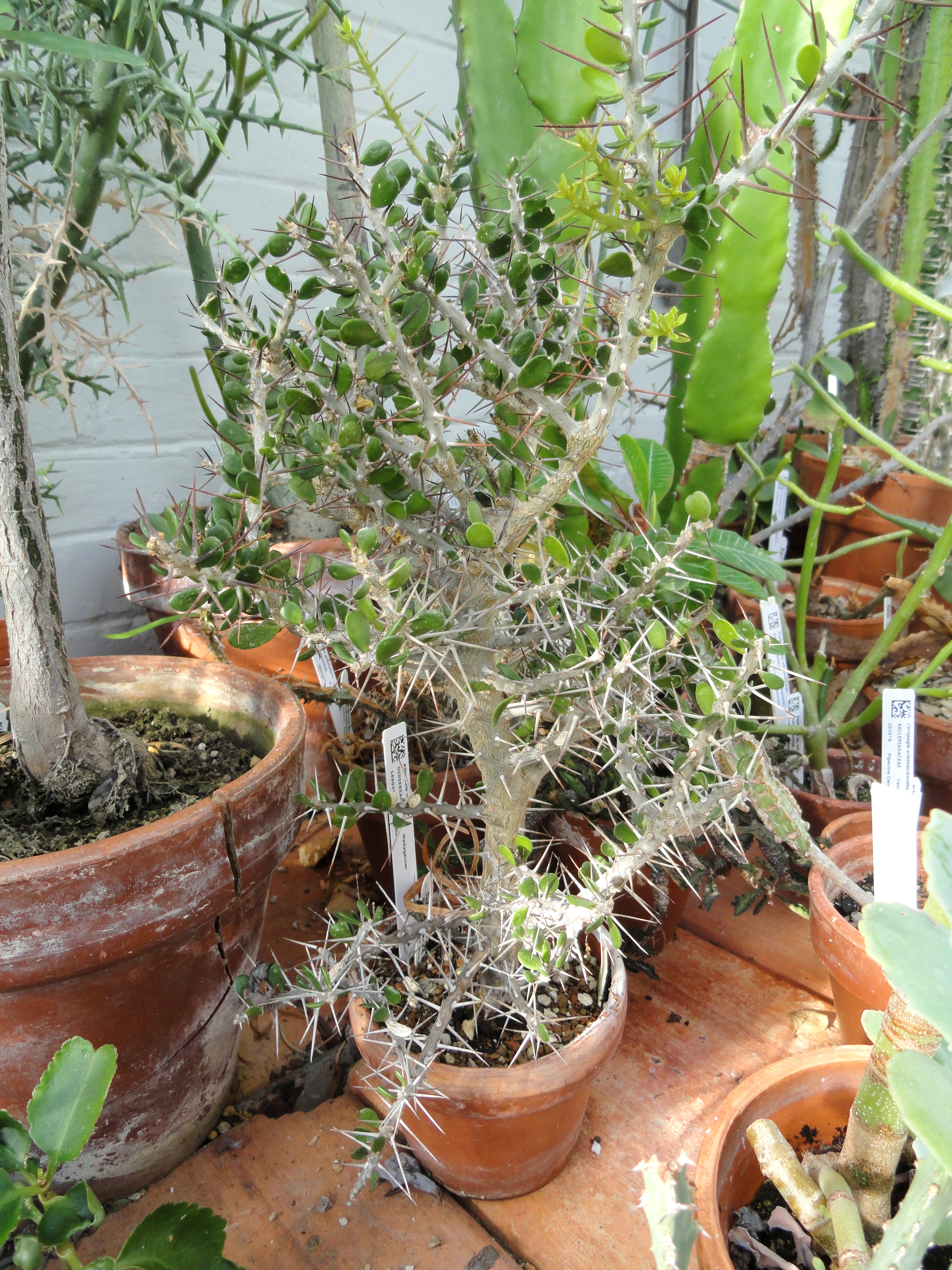
Alluaudia comosa в культурі

Рід названий на честь французького політика XIX століття Франсуа Аллюода.

## Загальна біоморфологічна характеристика
Чагарники або дерева, 10-25 м заввишки. Це або слабо гіллясті рослини, або рослини з колоноподібним сукулентним стовбуром, суцільно вкритим невеликими овальними соковитими листками від 0,5 до 3,5 см завдовжки. Листя зазвичай розташовуються по всій довжині стовбура парами, з одним або двома шипами 2-2,5 см завдовжки. Кожен шип розташований в основі пари листків і рідко перевищує їх за довжиною. Іноді шипів немає. Під час посухи листя опадає, але безлисті стебла також беруть участь у фотосинтезі.
Квітки невеликі, двостатеві, жовтувато-білі, рожеві або жовтувато-зелені, з кремовими оцвітиною, зібрані в зонтикоподібні суцвіття на кінцях гілок.

## Поширення
Рослини цього роду є ендеміками Мадагаскару, де є значною складовою колючих лісів острова, утворюючі там непрохідні зарості.

## Систематика
Відомо шість видів роду Аллюдія:
- Alluaudia ascendens (Drake) Drake
- Alluaudia comosa (Drake) Drake
- Alluaudia dumosa (Drake) Drake
- Alluaudia humbertii Choux
- Alluaudia montagnacii Rauh
- Alluaudia procera (Drake) Drakeтиповий

## Охорона у природі
Як і всі дідієрієві охороняється Конвенцією про міжнародну торгівлю видами дикої фауни і флори, що перебувають під загрозою зникнення (CITES).

## Утримання в культурі
Аллюдії вирощують як декоративні рослини в кімнатній культурі. Це роздільностатеві рослини, тому їх складно розмножувати насінням, в той час як живцями вони розмножуються дуже легко. Для обмеження росту і формування куща необхідна обрізка. Аллюдію можна вирощувати як бонсай, формуючи з неї справжній витвір мистецтва. На жаль, як кімнатна рослина аллюдія не цвіте практично ніколи.
- Освітлення: Потрібно яскраве освітлене місце або легка напівтінь. Після зими можливі опіки, тому збільшувати освітлення рекомендується поступово.
- Температура: Цей суккулент відмінно почуває себе при температурі + 25-35 °С, але на період спокою взимку необхідно помістити рослину в прохолодне місце, близько + 15 °С.
- Полив: Влітку помірний, але регулярний. Ґрунт не повинен бути пересушеним, але й заливати землю не варто, це може привести до загнивання коренів. Взимку, в період спокою, полив обмежений.
- Ґрунт: Складений з рівних частин дернової і листової землі, перегною, торфу і піску з додаванням цегляиної крихти.